# Etna (California)
Etna è una città degli Stati Uniti d'America situata nella Contea di Siskiyou, nello Stato della California.